# 의림여자중학교
의림여자중학교(義林女子中學校)는 대한민국 충청북도 제천시 하소동에 있는 공립 중학교이다.

## 학교 연혁
- 1972년 12월 26일 : 중학교 설립 인가(18학급)
- 1973년 3월 9일 : 개교(421명 입학)
- 1976년 2월 10일 : 제1회 졸업식(391명 졸업)
- 2017년 2월 2일 : 2017~2018학년도 창의·융합교육 연구학교 운영
- 2019년 3월 1일 : 2019학년도 교육부 요청 인성교육(민주시민교육) 연구학교 운영
- 2021년 3월 1일 : 2020~2021학년도 충청북도교육청지정 민주학교 운영(2년간)
- 2024년 3월 1일 : 제22대 권영균 교장 부임
- 2024년 3월 4일 : 2024학년도 신입생 입학(189명)

## 참고 자료
- 의림여자중학교 - 한국교육학술정보원 학교알리미